# Без тебе ми нема живота
„Без тебе ми нема живота” је југословенски ТВ филм из 1977. године. Режирао га је Каменко Калуђерчић а сценарио је написао Александар Обреновић.

## Улоге
| Глумац               | Улога |
| -------------------- | ----- |
| Стојан Дечермић      |       |
| Миодраг Поповић Деба |       |
| Ружица Сокић         |       |